# 이순지
이순지(李純之, 1406년~1465년)는 조선의 문신·천문학자이다. 본관은 양성(陽城)이고 자(字)는 성보(誠甫)이며, 시호(諡號)는 정평(靖平)이다.

## 생애

### 한양의 위도를 답하여 신임받은 전문가
성품이 정교(精巧)하여, 산학·천문·음양·풍수 등에 능하였다. 1425년(세종 7년) 생원시에 합격하고 1426년(세종 8년) 동궁행수로 있다가 1427년(세종 9년) 친시문과에 을과 급제하였고, 한양의 북극고도(즉 위도)가 무엇이냐는 세종대왕의 질문에 관료 중에서 유일하게 답한 것이 계기가 되어 세종의 신임을 받아 천문역산(天文曆算) 전문가로 활약했다.

### 한양의 경위도 보정치를 추가한 새로운 역법
1433년부터 조선의 천문역법을 정비하라는 세종의 명을 받고 이순지를 중심으로 역법(曆法) 프로젝트가 진행되어, 1442년에 이르러 조선 독자의 역법인 《칠정산내편》(七政算內編)과 《칠정산외편》(七政算外編)의 편찬이 완성되었다. 이로써 그간 중국의 역법에 전적으로 의존하던 것에서 벗어나 비로소 독자적으로 천체 운행을 계산할 수 있게 되었다.
승지(承旨), 중추원부사(中樞院副使), 개성부 유수(開城府 留守), 판중추원사(判中樞院事)에 이르렀다.

## 관련 작품

### TV 드라마
- 《별에서 온 그대》(SBS, 2014년 ~ 2014년) 대왕세종 KBS 2009년 김홍표

## 작품속에 나타난 이순지
- 《뿌리깊은 나무》 (MBC, 1983년 배우:김상순)
- 《대왕세종》 (KBS, 2008년 배우:김홍표)
- 《뿌리깊은 나무》(SBS, 2011년 10월 5일 ~ 2011년 12월 22일, 배우: 천재호)
- 《장영실》 (KBS, 2016년 배우:이병훈)
- 《천문 : 하늘에 묻는다》 (2019년 배우:오광록)

## 저서
- 《칠정산내편》(七政算內編) 3권 2책, 세종 26년(1444)
- 《칠정산외편》(七政算外篇) 3권 5책
- 《천문류초》(天文類抄)
- 《교식추보가령》(交食推步假令)
- 《제가역상집》(諸家歷象集)
- 《기정도보속편》

## 가족관계
양성 이씨(陽城 李氏)
- 아버지 : 이맹상(李孟常)
- 어머니 : 문화 유씨
  - 부인 : 영월 신씨 - 신한(辛僴)의 딸
    - 아들 : 이부
    - 아들 : 이지
    - 아들 : 이공
    - 아들 : 이파
    - 아들 : 이포
    - 아들 : 이국

## 같이 보기
- 칠정력
- 조선 세종대왕
- 장영실
- 이천
- 김담
- 최해산
- 사방지
- 이순지 선생 묘

## 참고 문헌
- 조선왕조실록(세종실록, 세조실록)
- 김수길·윤상철 공역, 《천문류초》, 대유학당, 1998년

## 참고 자료
- 이순지 - 한국학중앙연구원

| 전임 이승손 | 제100대 판한성부사 ? ~ ? | 후임 이승손 |

| 전임 이승손 | 제102대 판한성부사 1459년 음력 11월 8일 ~ ? | 후임 김사우 |